# فيليب دتون
فيليب دتون (بالإنجليزية: Phillip Dutton) هو فلاح أسترالي، ولد في 13 سبتمبر 1963 في Nyngan ‏ في أستراليا.

## وصلات خارجية
- الموقع الرسمي
- فيليب دتون على موقع الاتحاد الدولي للفروسية (الإنجليزية)
- فيليب دتون على موقع FEI (رابط بديل) (الإنجليزية)
- فيليب دتون على موقع اللجنة الأولمبية الدولية (الإنجليزية)
- فيليب دتون على موقع أوليمبيديا (الإنجليزية)
- فيليب دتون على موقع اللجنة الأولمبية الأسترالية (الإنجليزية)
- فيليب دتون على موقع قاعة أستراليا للمشاهير الرياضية (الإنجليزية)